# Damier (papillon)
Taxons concernés
Plusieurs espèces des genres suivants :
- Euphydryas
- Melitaea
- Chlosynemodifier

Le terme Damier est un nom vernaculaire ambigu qui désigne en français plusieurs espèces de papillons appartenant aux genres Euphydryas, Melitaea et Chlosyne.
Ces trois genres font partie de la famille des Nymphalidae, de la sous-famille des Nymphalinae et de la tribu des Melitaeini.
Ils sont principalement répandus dans l'hémisphère nord.
Les Damiers sont des papillons de taille petite à moyenne, avec le dessus des ailes généralement fauve, rouge et/ou blanchâtre, orné d'un quadrillage noir plus ou moins épais.

## Liste d'espèces

### Dans le genreEuphydryas
- Damier de la succise ou Damier des marais – Euphydryas aurinia
- Damier des knauties ou Damier de Godart – Euphydryas desfontainii
- Damier du frêne – Euphydryas maturna
- Damier du chèvrefeuille ou Damier rouge – Euphydryas intermedia
- Damier de l'alchémille ou Damier des alpages – Euphydryas cynthia
- Damier boréal – Euphydryas iduna

### Dans le genreMelitaea
- Damier du plantain ou Mélitée du plantain – Melitaea cinxia
- Damier orangé ou Mélitée orangée – Melitaea didyma
- Grand damier ou Mélitée des centaurées – Melitaea phoebe
- Damier noir ou Mélitée noirâtre – Melitaea diamina
- Damier Athalie ou Mélitée du mélampyre – Melitaea athalia
- Damier Aurélie ou Mélitée des digitales – Melitaea aurelia

### Dans le genreChlosyne[2]
- Damier gorgone – Chlosyne gorgone
- Damier argenté – Chlosyne nycteis
- Damier de Harris – Chlosyne harrisii